# Cayubabas
Los cayubabas son una etnia amerindia de la Amazonia de Bolivia establecida a en el municipio de Exaltación en la provincia de Yacuma en el departamento del Beni.
Desde la promulgación del decreto supremo N.º 25894 el 11 de septiembre de 2000 el idioma cayubaba es una de las lenguas indígenas oficiales de Bolivia, lo que fue incluido en la Constitución Política al ser promulgada el 7 de febrero de 2009.
El primero en establecer contacto con los cayubabas fue el sacerdote misionero jesuita P. Agustín Zapata en 1693. Durante esta primera visita al territorio cayubaba Zapata pudo ver siete pueblos, de los cuales seis tenían aproximadamente 1800 habitantes y uno incluso más de 2000. En 1704, durante la colonización española, los cayubabas fueron agrupados en la misión católica de Exaltación de la Santa Cruz, lo que tuvo un fuerte impacto en su cultura. Esta misión fue fundada por el padre Antonio Garriga y posteriormente se fundaron las misiones de San Carlos, Concepción y las Peñas. A comienzos del siglo XIX, cuando el geólogo y paleontólogo sueco Erland Nordenskiöld visitó a los cayubabas, sólo quedaban unas 100 personas en el grupo que, aparte de su lengua, conservaban ya muy poco de su cultura originaria.
Durante la fiebre del caucho a fines del siglo XIX, fueron masivamente reclutados como seringueiros.
Habitan en pequeñas comunidades situadas en el territorio del municipio de Exaltación. Su actividad principal es la caza, también pescan utilizando cestas como redes y tienen algo de ganado. Recientemente se están beneficiando del comercio legal de pieles de cocodrilos. Poseen un territorio de propiedad colectiva.
La población que se autorreconoció como cayubaba en el censo boliviano de 2001 fue de 326 personas, mientras que este número aumentó a 2203 en el censo de 2012.